# Eleições legislativas regionais na Madeira em 1984
As eleições legislativas regionais na Madeira em 1984, também designadas eleições para a Assembleia Legislativa da Região Autónoma da Madeira, realizaram-se a 14 de outubro e delas resultou a vitória da maioria do Partido Social Democrata (PPD/PSD), liderado por Alberto João Jardim.
A campanha eleitoral para as legislativas regionais na Madeira decorreu de 3 a 12 de outubro.
A abstenção foi de 28,57%, ou seja, dos 169 419 eleitores recenseados votaram 121 024.

## Partidos
Os partidos e coligações que concorreram às eleições para a Assembleia Legislativa da Região Autónoma da Madeira em 1984 foram os seguintes:
| Sigla | Sigla     | Partido/Coligação                               |
| ----- | --------- | ----------------------------------------------- |
|       | APU       | Aliança Povo Unido                              |
|       | PCTP/MRPP | Partido Comunista dos Trabalhadores Portugueses |
|       | CDS       | Partido do Centro Democrático Social            |
|       | PPD/PSD   | Partido Social Democrata                        |
|       | PS        | Partido Socialista                              |
|       | UDP       | União Democrática Popular                       |

## Resultados
Resultados regionais apurados pela Comissão Nacional de Eleições.
| Partido                 | Partido                                         | Votos   | %               | +/-   | Deputados | +/-     |
| ----------------------- | ----------------------------------------------- | ------- | --------------- | ----- | --------- | ------- |
|                         | Partido Social Democrata                        | 81 872  | 67,65 / 100,00  | 2,32  | 40 / 50   | 5       |
|                         | Partido Socialista                              | 18 553  | 15,33 / 100,00  | 0,33  | 6 / 50    | 1       |
|                         | Partido do Centro Democrático Social            | 7 420   | 6,13 / 100,00   | 0,33  | 1 / 50    | Estável |
|                         | União Democrática Popular                       | 6 668   | 5,51 / 100,00   | 0,03  | 2 / 50    | Estável |
|                         | Aliança Povo Unido                              | 3 310   | 2,73 / 100,00   | 0,40  | 1 / 50    | Estável |
|                         | Partido Comunista dos Trabalhadores Portugueses | 760     | 0,63 / 100,00   | 0,24  | 0 / 50    | Estável |
| Votos inválidos         | Votos inválidos                                 | 2 441   | 2,02 / 100,00   | 0,48  |           |         |
| Total                   | Total                                           | 121 024 | 100,00 / 100,00 |       | 50 / 50   | 6       |
| Eleitorado/Participação | Eleitorado/Participação                         | 169 419 | 71,43 / 100,00  | 9,42  |           |         |
| Fonte                   | Fonte                                           | [ 4 ]   | [ 4 ]           | [ 4 ] | [ 4 ]     | [ 4 ]   |